# Clipping
Il clipping (letteralmente "ritaglio") è il processo che determina quali parti di un disegno o di un modello poligonale appartengono al volume di visualizzazione (o area di clipping).

## Esempio in 2D
In 2 dimensioni il nostro disegno può essere composto da una linea e da un poligono, come in figura 1.

Figura 1. Esempio di area di disegno.

Nel nostro esempio l'area di clipping (il rettangolo bordeaux in figura 2) non contiene tutto il disegno, il processo di clipping quindi si occupa di eliminare le parti che escono dall'area (colorate in blu).

Figura 2. Esempio di area di clipping, in rosso bordeaux, con relativi tagli in blu.

## Esempio in 3D
In 3 dimensioni il clipping si occupa di gestire al meglio il rendering e gli oggetti nell'area visualizzata e non. Se nell'area visualizzata ci sono solo alcuni oggetti, questo processo caricherà in memoria le texture e i modelli poligonali di quegli oggetti, tralasciando quelli non in vista fino a che l'area di visualizzazione non sarà abbastanza vicina da poterli guardare in poco tempo (in un videogioco ad esempio). Con questo algoritmo un computer è in grado di risparmiare calcoli inutili e ottimizzare la velocità.

## Algoritmi
- Algoritmi di clipping per segmenti lineari:
  - Cohen-Sutherland
  - Liang-Barsky
  - Nicholl-Lee-Nicholl
- Algoritmi di clipping per poligoni:
  - Sutherland-Hodgman
  - Weiler-Atherton